# William C. Mooney

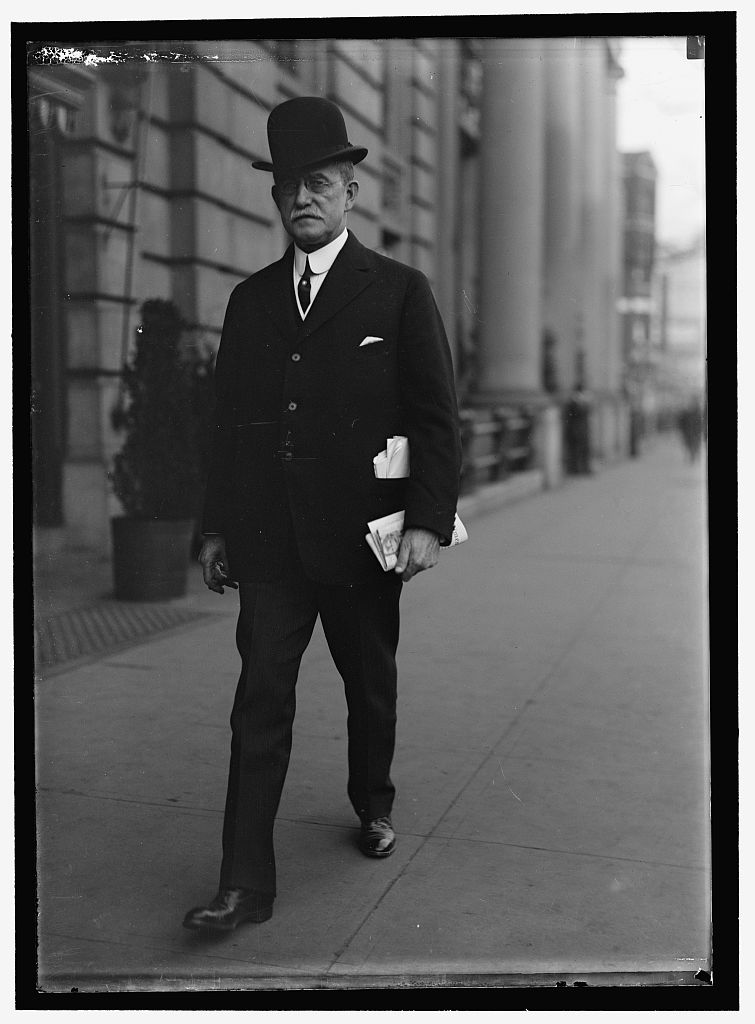
William C. Mooney

William Crittenden Mooney (* 15. Juni 1855 in Beallsville, Monroe County, Ohio; † 24. Juli 1918 in New York City) war ein US-amerikanischer Politiker. Zwischen 1915 und 1917 vertrat er den Bundesstaat Ohio im US-Repräsentantenhaus.

## Werdegang
William Mooney besuchte die öffentlichen Schulen seiner Heimat und danach das Ohio Wesleyan College in Delaware. Anschließend arbeitete er zwei Jahre lang als Buchhalter. Ab 1894 war er im Bankgewerbe tätig. Bei der Monroe Bank of Woodsfield arbeitete er sich im Lauf der Zeit bis zum Bankpräsidenten hoch. Außerdem war Mooney Direktor verschiedener Handwerksbetriebe, Versicherungen und Ölgesellschaften. Er saß auch im Vorstand einer lokalen Eisenbahngesellschaft. Politisch wurde er Mitglied der Republikanischen Partei. deren Staatsvorstand in Ohio er angehörte. Außerdem wurde er Präsident und Schatzmeister der Monroe County Agricultural Society.
Bei den Kongresswahlen des Jahres 1914 wurde Mooney im 15. Wahlbezirk von Ohio in das US-Repräsentantenhaus in Washington, D.C. gewählt, wo er am 4. März 1915 die Nachfolge von George White antrat. Da er im Jahr 1916 nicht bestätigt wurde, konnte er bis zum 3. März 1917 nur eine Legislaturperiode im Kongress absolvieren. Nach seiner Zeit im US-Repräsentantenhaus arbeitete William Mooney wieder im Bankgewerbe. Er starb am 24. Juli 1918 in New York, wohin er sich aus gesundheitlichen Gründen begeben hatte, und wurde in Woodsfield beigesetzt.